# Botley, Buckinghamshire
Botley är en by i Buckinghamshire i England. Byn är belägen 43 km 
från Buckingham. Orten har 677 invånare (2015).